# 笹崎ボクシングジム
笹崎ボクシングジム（ささざき―）は、東京都目黒区にあるボクシングジムである。

## 概要
1946年、初代日本ライト級チャンピオン笹崎僙により設立された老舗ジム。現在の会長は佐久間俊治で4代目（笹崎家による経営は3代目の笹崎季まで。佐久間は元マネージャーで初代会長の三女の夫）。
世界チャンピオンファイティング原田を輩出した事で有名である。また、日本初の東洋チャンピオンで後の金子ボクシングジム初代会長金子繁治、後にコメディアン「たこ八郎」となる斎藤清作も、このジムに所属していた。

## 主な所属選手

### 世界王者
- ファイティング原田

（世界フライ級・世界バンタム級王者）

### 歴代東洋・日本王者
- 金子繁治（東洋フェザー級王者）
- 梅津文雄（東洋・日本フェザー級王者）
- 斉藤登（日本ミドル級王者）
- 斎藤清作〔たこ八郎〕（日本フライ級王者）
- ムサシ中野（東洋ウェルター級王者）
- 篠沢佐久次（日本ウェルター級王者）
- 牛若丸原田（日本バンタム・フェザー級王者）
- ライオン古山（東洋・日本Jr.ウェルター級王者）
- サルトビ小山（日本Jr.フェザー級王者）
- スナッピー浅野（日本Jr.フェザー級王者）
- タートル岡部（日本ミドル級王者）
- 吉田拳畤（日本フライ級王者）